# Daniel Boone (pel·lícula de 1907)
Daniel Boone, també titulada “Pioneer Days in America”, és una pel·lícula muda de la Edison Manufacturing Company dirigida per Wallace McCutcheon i Edwin S. Porter i protagonitzada per William Craven i Florence Lawrence, en el que segons algunes fonts fou el seu debut. La pel·lícula, d’una bobina, es va estrenar el 6 d’abril de 1907.

## Argument
La filla de Daniel Boone es fa amiga d'una noia índia mentre Boone i el seu company es troben en una expedició de caça. Més tard, una banda d’indis salvatges segresta la filla i crema la cabana. En intentar alliberar-la també és capturat. Després de ser torturat, Boone aconsegueix fugir amb l’ajuda del seu cavall i allibera les seves germanes. Mata el líder de la banda d’indis ajudat en el darrer moment per una jove índia amb qui havia fet amistat anteriorment.

## Repartiment
- William Craven (Daniel Boone)
- Florence Lawrence (filla de Boone)
- Susanne Willis
- Mrs. William Craven
- Charlotte Lawrence (esposa de Boone)